# 10327 Batens
10327 Batens (1990 WQ6) là một tiểu hành tinh vành đai chính.